# AlliedSignal
A AlliedSignal foi uma empresa de engenharia aeroespacial e automotiva americana criada por meio da fusão em 1985 da Allied Corp. e da Signal Companies. Posteriormente, comprou a Honeywell por US$ 14,8 bilhões em 1999, que posteriormente adotou o nome e a identidade Honeywell. A AlliedSignal foi membro do Dow Jones Industrial Average de 1985 até 19 de fevereiro de 2008.

## Nome
A AlliedSignal nasceu como Allied-Signal (com hífen). Em 1993 o hífen foi retirado do logotipo.